# David Davis (handbollsspelare)
David Davis Camara, född 25 oktober 1976 i Granollers, är en spansk handbollstränare och tidigare handbollsspelare (vänstersexa).
Davis spelade 93 landskamper och gjorde 132 mål för Spaniens landslag, från 2001 till 2008. Han var bland annat med och tog VM-guld 2005 i Tunisien, EM-silver 2006 i Schweiz och OS-brons 2008 i Peking.
Davis har efter spelarkarriären bland annat varit förbundskapten för Egyptens herrlandslag (2018–2019) och tränare för ungerska KC Veszprém (2018–2021).

## Klubbar som spelare
- H Palautordera
- BM Granollers (–1995)
- CB Naranco Oviedo (1995–1996)
- SD Teucro (1996–1997)
- BM Altea (1997–1999)
- BM Valladolid (1999–2005)
- BM Ciudad Real (2005–2011)
- BM Atlético de Madrid (2011–2013)
- FC Porto (jul–okt 2013)

## Tränaruppdrag
- RK Vardar (assisterande, mar 2014 – feb 2015)
- ŽRK Vardar (feb 2016 – mar 2017)
- RK Vardar (assisterande, mar 2017 – 2018)
- Ryssland (assisterande, 2017–2018)
- Egypten (2018–2019)
- KC Veszprém (2018–2021)
- RK Vardar (dec 2021–)